# Marion Ross
Ne doit pas être confondu avec Marion Ross (physicienne) ou Marion Rousse.
Marion Ross est une actrice américaine née le 25 octobre 1928 à Albert Lea, dans le Minnesota (États-Unis).

## Biographie

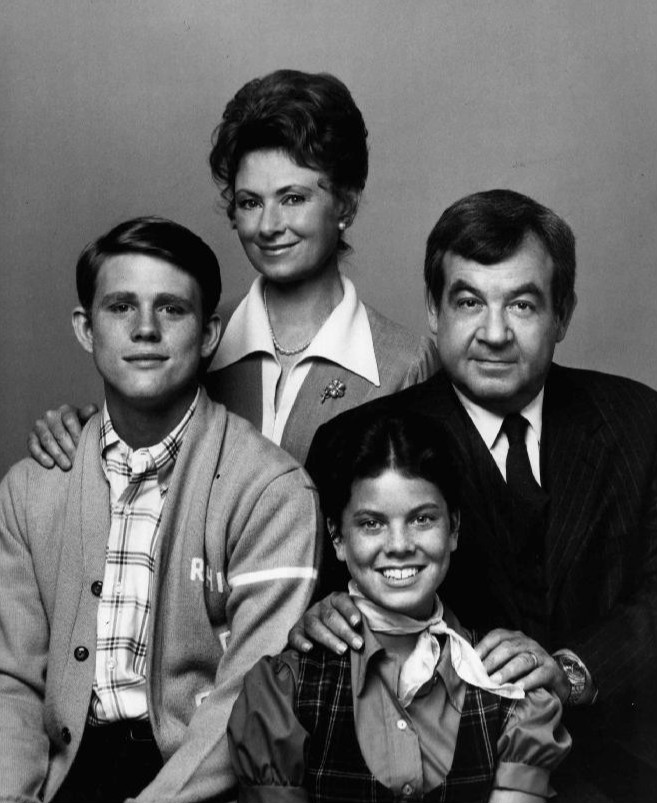
Marion Ross (en haut) sur une photo de presse d’Happy Days, en 1974.

Marion Ross est née en 1928 à Albert Lea dans le Minnesota. À l’âge de 13 ans, elle change son prénom Marian en Marion car elle pensait que cela ferait mieux. Elle a toujours voulu quitter sa région natale où les hivers sont très froids pour aller en Californie devenir actrice.
En seconde année de lycée, elle part travailler en tant que jeune fille au pair à Minneapolis pour se payer des cours d’art dramatique au centre Mac Phail. Un an après s’être installée à Minneapolis, ses parents sont partis vivre à San Diego, Californie, et elle les suivit pour s’inscrire à l’université d’État de San Diego. Pendant ses études, elle a participé à plusieurs pièces de théâtre du club de l’université. Un été, elle joua au théâtre La Jolla et elle fut remarquée par le directeur qui l’aida à décrocher un rôle à Hollywood.
À partir de 1953, elle joue dans plusieurs téléfilms mais elle ne devint jamais une star du grand écran, son univers se révélant être celui de la télévision. En particulier elle a tenu pendant onze saisons le rôle de Marion Cunnigham dans la série Happy Days. Elle a également fait des apparitions dans d'autres productions comme La croisière s’amuse.
Elle aime que les fans lui demandent des autographes et il existe une nouvelle génération de fans grâce aux rediffusions.
Elle est la porte-parole de la ville de Marion, Illinois dont la banque porte son nom.
Elle a obtenu son étoile sur Hollywood boulevard le 12 juillet 2001.

## Filmographie

### Cinéma
- 1953 : Romance inachevée (The Glenn Miller Story) de Anthony Mann : Polly Haynes
- 1954 : L'Éternel féminin (Forever female) de Irving Rapper : Patty
- 1954 : Le Secret des Incas (Secret of the Incas) de Jerry Hopper : Miss Morris
- 1954 : Du plomb pour l'inspecteur (Pushover) de Richard Quine : Young Woman
- 1954 : Sabrina de Billy Wilder : Spiller's girlfriend
- 1956 : Un magnifique salaud (The Proud and Profane) de George Seaton : Joan
- 1956 : La Vie passionnée de Vincent van Gogh (Lust for Life) de Vincent Minnelli : Sister Clothilde
- 1956 : Les Rois du jazz (The Best Things in Life Are Free) de Michael Curtiz : Nita Naldi-type
- 1956 : Le Tour du monde en quatre-vingts jours (Around the World in Eighty Days) de Michael Anderson : Extra
- 1957 : Lizzie de Hugo Haas : Ruth Seaton
- 1957 : God Is My Partner de William F. Claxton : Frances Denning
- 1958 : Le Chouchou du professeur (Teacher's Pet) de George Seaton : Katy Fuller
- 1958 : Comme un torrent (Some Came Running) de Vincente Minnelli : Sister Mary Joseph (hospital nurse)
- 1959 : Tout commença par un baiser (It Started with a Kiss]) de George Marshall : Diane
- 1959 : Opération Jupons (Operation Petticoat) de Blake Edwards : Lt. Colfax, RN
- 1961 : Hold-up au quart de seconde (Blueprint for Robbery) de Jerry Hopper : Young Woman
- 1970 : Airport de George Seaton : Passenger: 'Can we get a blanket?'
- 1970 : Le Cerveau d'acier (Colossus: The Forbin Project) de Joseph Sargent : Angela Fields
- 1971 : Honky de William A. Graham : Mrs. Divine
- 1977 : Lâchez les bolides (Grand Theft Auto) de Ron Howard : Vivian Hedgeworth
- 1996 : Étoile du soir (The Evening Star) de Robert Harling: Rosie Dunlop
- 1999 : The Last Best Sunday de Don Most : Mrs. Larksmont
- 2008 : Super Héros Movie (Superhero Movie) de Craig Mazin : Aunt Lucille

### Télévision
- 1953-1955 : Life with Father (en) (série télévisée) : Nora
- 1956 : Blithe Spirit (en) (TV) : Edith
- 1960 : The Slowest Gun in the West (TV) : Elsie May
- 1960 : Thriller (série télévisée)
- 1961 : The Gertrude Berg Show (série télévisée) : Susan Green (unknown episodes, 1961)
- 1963 : Mr. Novak (série télévisée) : Nurse Bromfield (1963 - 1964) (unknown episodes)
- 1964 : Au-delà du réel (série télévisée) : Un envoyé très spécial (The Special One) (saison 1 épisode 28) : Agnes Benjamin
- 1965 : Paradise Bay (série télévisée) : Mary Morgan
- 1969 : Any Second Now (en) (TV) : Mrs. Hoyt
- 1969 : Hawaii Police d'État, saison 2, épisode 15 Le tigre aveugle : l'infirmière, Mrs Lavallo
- 1970 : The Psychiatrist: God Bless the Children (TV) : Mrs. Pilgrim
- 1971 : Mannix, Saison 5-Episode 04: Les raisins amers (TV) : Jean
- 1971 : Mission impossible, saison 5, épisode 21 Le Fantôme (A Ghost Story)," mrs Forster"
- 1972 : The Weekend Nun (TV) : Mrs. Crowe
- 1974-1984 : Happy Days (Happy Days) (série télévisée) : Marion Cunningham
- 1978 : Pearl (feuilleton TV) : Ellie North
- 1979 : Survival of Dana (TV) : Madeline
- 1979 : Which Mother Is Mine? (TV) : Lila Dennis
- 1980 : Skyward (en) (TV) : Natalie Ward
- 1981 : Midnight Offerings (TV) : Emily Moore
- 1983 : Have You Ever Been Ashamed of Your Parents? (TV)
- 1985 : Sins of the Father (TV) : Caroline Harris
- 1987 : The Kid Who Wouldn't Quit: The Brad Silverman Story (TV) : Billie
- 1990 : MacGyver (saison 6, épisode 7 "Le testament de Harry") : Sœur Robin
- 1991 : Brooklyn Bridge (série télévisée) : Sophie Berger (unknown episodes)
- 1994 : Danielle Steel - Un parfait inconnu (A Perfect Stranger) (TV) : Charlotte Brandon
- 1995 : Hart to Hart: Secrets of the Hart (TV) : Maureen Collier
- 1996 : Hidden in Silence (TV) : Mrs. Diamant
- 1996 : Me and My Hormones (TV)
- 1997 : The Third Twin (TV) : Lila Ferrami
- 1997-2004 : Le Drew Carey Show (série télévisée) : Beulah Carey (14 épisodes)
- 1998 : That '70s Show (TV) : Grandma Forman
- 1998 : The Lake (TV) : Maggie
- 1998 : Des fleurs pour Sarah (About Sarah) (TV) : Grandma Rose McCaffrey
- 1999 : Postcards from Heaven (série télévisée)
- 2001-2005 : Gilmore Girls (série télévisée) : Lorelai "Trix" Gilmore et Marilyn Gilmore
- 2001-???? : Bob l'éponge (série animée) : Grand-mère éponge (voix)
- 2001 : Ladies and the Champ (TV) : Margaret Smith
- 2005 : The 3rd Annual TV Land Awards (TV) : Bree Van De Kamp Susan Mayer (« Desperate Classic Housewives » skit)
- 2006 : Ma grand-mère est riche (Where There's a Will) (TV) : Leslie Clyde Onstott
- 2009 : La Jeune Fille aux fleurs (Flower Girl) (TV) : Rose Durham
- 2010 : Grey's Anatomy  (série télévisée) : Bettie Donahue
- 2011 : Brothers and Sisters : Ida Holden
- 2011 : Scooby-Doo et le Monstre du lac : Hilda Trowburg/Grubwort
- 2014 : La liste de Noël : Evelyne la grand mère